# Crime en Lozère
Série Crime à...
Crime en Aveyron
(2014) Crime à Aigues-Mortes
(2015)
Pour plus de détails, voir Fiche technique et Distribution.
Crime en Lozère est un téléfilm franco-belge réalisé par Claude-Michel Rome et diffusé en 2014. 
C'est la suite de Crime en Aveyron du même réalisateur, avec les deux mêmes acteurs principaux. Trois épisodes supplémentaires, Crime à Aigues-Mortes, Crime à Martigues et Crime dans les Alpilles, ont été réalisés en 2015, 2016 et 2017, toujours par le même réalisateur et avec les deux mêmes acteurs jouant les deux mêmes personnages principaux. Ensuite, viennent Crime dans le Luberon en 2018 puis Crime dans l'Hérault en 2020 et Crime dans le Larzac (Crime à Saint-Affrique) en 2021, avec Florence Pernel et Guillaume Cramoisan dans le rôle d'un autre capitaine de gendarmerie.
Le téléfilm est une coproduction de Paradis Films, de Be-Films et de la RTBF (télévision belge).

## Synopsis
Dans le gouffre de l'aven Armand, en Lozère, on découvre le corps poignardé en plein cœur de Jérôme Sennac, exploitant agricole et guide bénévole. La vice-procureure de la République Élisabeth Richard et Paul Jansac, promu commandant de gendarmerie, se rendent sur les lieux pour mener l'enquête.

## Fiche technique
- Titre original : Crime en Lozère
- Réalisation : Claude-Michel  Rome
- Scénario : Jean Falculete, d'après Éric Heumann
- Pays d'origine :  France,  Belgique
- Sociétés de production : Paradis Films, Be-Films, RTBF[2]
- Langue : Français
- Durée : 90 minutes
- Genre : Policier

## Distribution
- Florence Pernel : Élisabeth Richard, vice-procureure
- Vincent Winterhalter : Paul Jansac, commandant de gendarmerie
- Jérôme Anger : Jean-Yves Lagarrigue, directeur du parc national
- Barbara Cabrita : Béatrice Lagarrigue, artiste-peintre, épouse de Jean-Yves
- Sophie Broustal : Violaine Valière, commerçante et photographe
- Renaud Leymans : Julien Cazagnes, berger, amant de Béatrice
- Jean-Pierre Michaël : Gilles Monteillet, médecin, frère de Béatrice Lagarrigue
- Didier Pain : Mathieu Valière, berger, père de Violaine
- Olivier Cabassut : Olivier Ginestet, restaurateur-hôtelier
- Véronique Merveille : Marie Sennac, épouse de la victime
- Julien Baudracco : Daniel Sennac, fils de la victime
- Daniel Trubert : Jérôme Sennac, exploitant agricole et guide bénévole
- Ferdinand Fortes : Lieutenant Marchand
- Marc Pastor : José Lebras
- Elodie Buisson : Madame Vidal
- Dag Jeanneret : Valadier, métayer de Jérôme Sennac
- Aubry Dullin : Adolescent
- Floriane Barbe : Adolescente
- Christian Llinares : Raymond Benhamou, commerçant

## Tournage
Le téléfilm a été tourné en Lozère et en Aveyron, dans le parc national des Cévennes, ainsi que sur les communes de Meyrueis, Sainte-Enimie et Veyreau.

## Audience
Premières dates de diffusion :
- Belgique : 5 octobre 2014 sur La Une[4]
- France : 13 décembre 2014 sur France 3

Le téléfilm a été regardé par 4 500 000 personnes soit 18,4 % de part d'audience. C'est d'ailleurs le top 3 des audiences de première partie de soirée pour France 3 en 2014.
Lors de sa rediffusion le 13 février 2016, le téléfilm a été vu par 3 660 000 personnes, soit 16,1 % de part d'audience.